# Henninger-Aquila Rossa
L'equip Henninger-Aquila Rossa va ser un equip ciclista espanyol que competí professionalment el 1980 i estava dirigit per l'exciclista Antón Barrutia. Amb seu a Palma, va ser un dels hereus del Transmallorca-Flavia-Gios.

## Principals resultats
- Volta a Aragó: Faustino Fernández Ovies (1980)

### A les grans voltes
- Volta a Espanya
  - 1 participació (1980)
  - 0 victòries d'etapa:

- Tour de França
  - 0 participacions

- Giro d'Itàlia
  - 0 participacions